# Фокус (филм из 2015)
Фокус (енгл. Focus) америчка је романтична криминалистичка драмедија из 2015. године. Главне улоге тумаче Вил Смит, Марго Роби и Родриго Санторо. Филм је изашао 27. фебруара 2015. године и наишао је на различите критике, али је остварио добру зараду од 158 милиона на буџет од 50 милиона долара.

## Радња
Премазани преварант Ники Сперџен (Вил Смит) одлази у ресторан у ком среће неискусну преваранткињу Џес Барет (Марго Роби), која га заводи, а затим се претвара да их је ухватио њен љубоморни муж. Када превара пропадне, Ники саветује Џес да никада не губи фокус када се нађе у непредвиђеним ситуацијама. Џес га налази у једном ноћном клубу неколико дана касније и убеђује га да јој буде ментор.

## Улоге
| Глумац            | Улога        |
| ----------------- | ------------ |
| Вил Смит          | Ники Сперџен |
| Марго Роби        | Џес Барет    |
| Родриго Санторо   | Гарига       |
| Џералд Мекрени    | Баки Сперџен |
| Бредли Дерил Вонг | Лијан Це     |
| Роберт Тејлор     | Мекивен      |

## Зарада
Филм је зарадио 53,9 милиона долара у Северној Америци и 105,2 милиона у остатку света, што му је донело укупну зараду од 159,1 милиона долара, док је буџет био 50,1 милиона долара.

## Критике
Фокус је добио различите критике, а на сајту Ротен Томејтоз средњу оцену 5,8 од 10. О филму је написано: „Иако Фокус има мало превише обрта и окрета, добија једва пролазну оцену, због шарма глумаца и гламура”. Фри Прес Журнал филм је описао као „елегантан, углађен, али плитак”.